# 오하라촌 (교토부)
오하라촌(大原村)은 일본 교토부 오타기군에 설치되었던 촌이다. 현재의 교토시 사쿄구의 북동부에 해당한다.